# متهان باشار
متهان باشار (متولد ۱۹ فوریهٔ ۱۹۹۱) کشتی‌گیر فرنگی‌کار تیم ملی ترکیه است.
از افتخارات وی می‌توان به کسب دو مدال طلا وزن ۸۵ و ۸۷ کیلوگرم در مسابقات قهرمانی کشتی جهان ۲۰۱۷ و مسابقات قهرمانی کشتی جهان ۲۰۱۸ اشاره کرد.

## مسابقات قهرمانی کشتی جهان ۲۰۱۷
باشار در وزن ۸۵ کیلو مسابقات قهرمانی کشتی جهان ۲۰۱۷ پاریس حاضر بود که جاوید حمزاتوف از بلاروس، عزت بیشکوف کشتی‌گیر قرقیزستان، نیکولای بایریاکوف کشتی‌گیر بلغارستان، روبرت کوبلیاشویلی کشتی‌گیر گرجستان و داویت چاکواتزه کشتی‌گیر روسیه را شکست داد و به فینال رسید. وی در فینال دنیس کودلا کشتی‌گیر آلمان را شکست داد و مدال طلا وزن ۸۵ کیلوگرم را بدست آورد.

## مسابقات قهرمانی کشتی جهان ۲۰۱۸
باشار در وزن ۸۷ کیلو مسابقات قهرمانی کشتی جهان ۲۰۱۸ بوداپست حاضر بود که پس از غلبه بر فیلیپ باریرو از کانادا، آدم بوجملین از الجزایر، روبرت کوبلیاشویلی از گرجستان و بخان اوزدیف از روسیه به فینال رسید. وی در فینال ژان بلنیوک از اوکراین را شکست داد و مدال طلا وزن ۸۷ کیلوگرم را بدست آورد.